# الطهامية (المضاربة والعارة)

تعديل مصدري - تعديل

الطهامية هي إحدى قرى عزلة المضاربة بمديرية المضاربة والعارة التابعة لمحافظة لحج، بلغ تعداد سكانها 175 نسمة حسب تعداد اليمن لعام 2004.